# Norwegischer Freimaurerorden

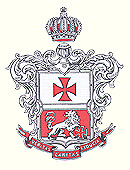
Das norwegische Freimaurerwappen, eingeführt durch König Oscar II. von Schweden und Norwegen, am 24. Juni 1891

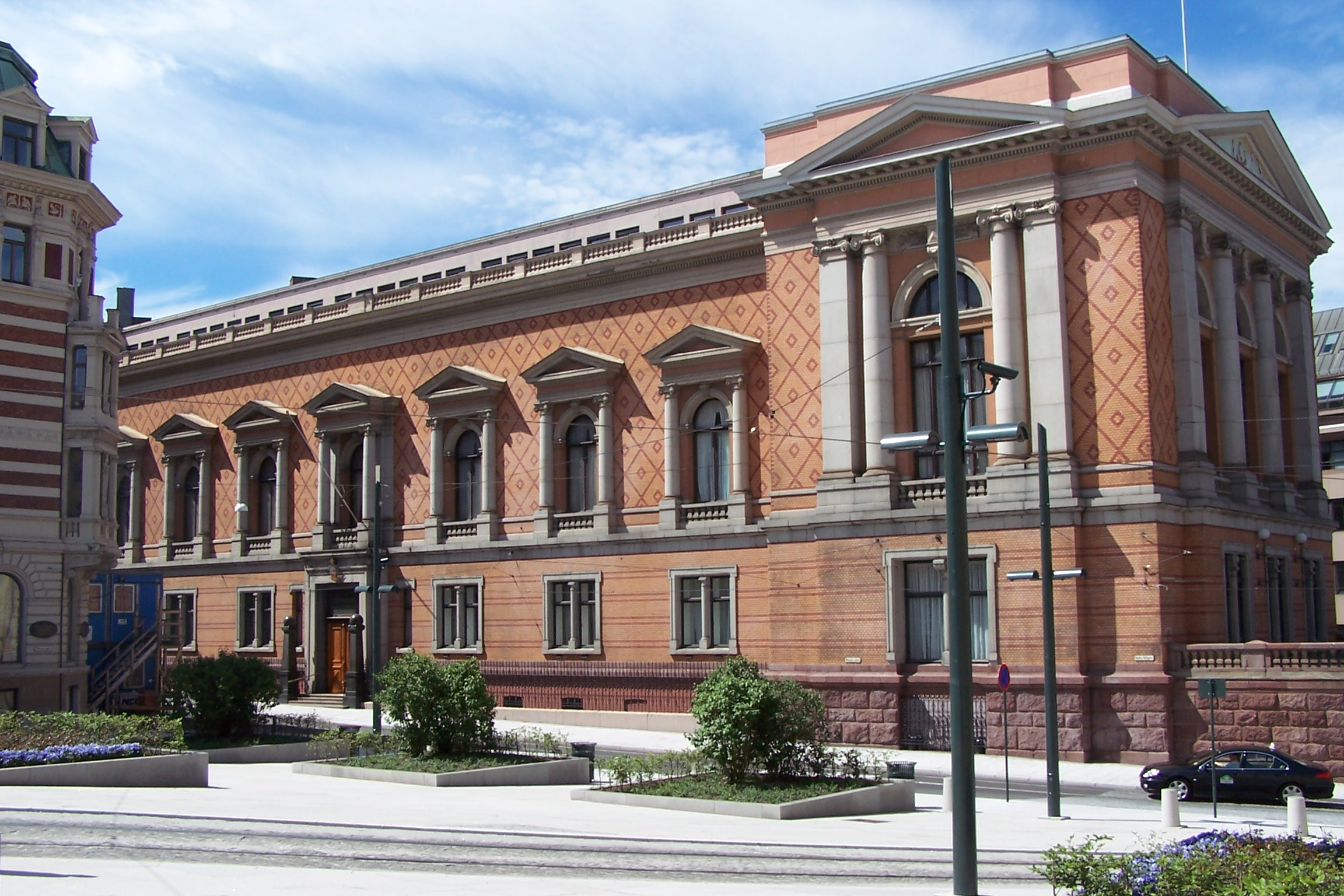
Der Norwegische Freimaurerorden, Stammhaus in der Nedre Vollgate 19, Oslo

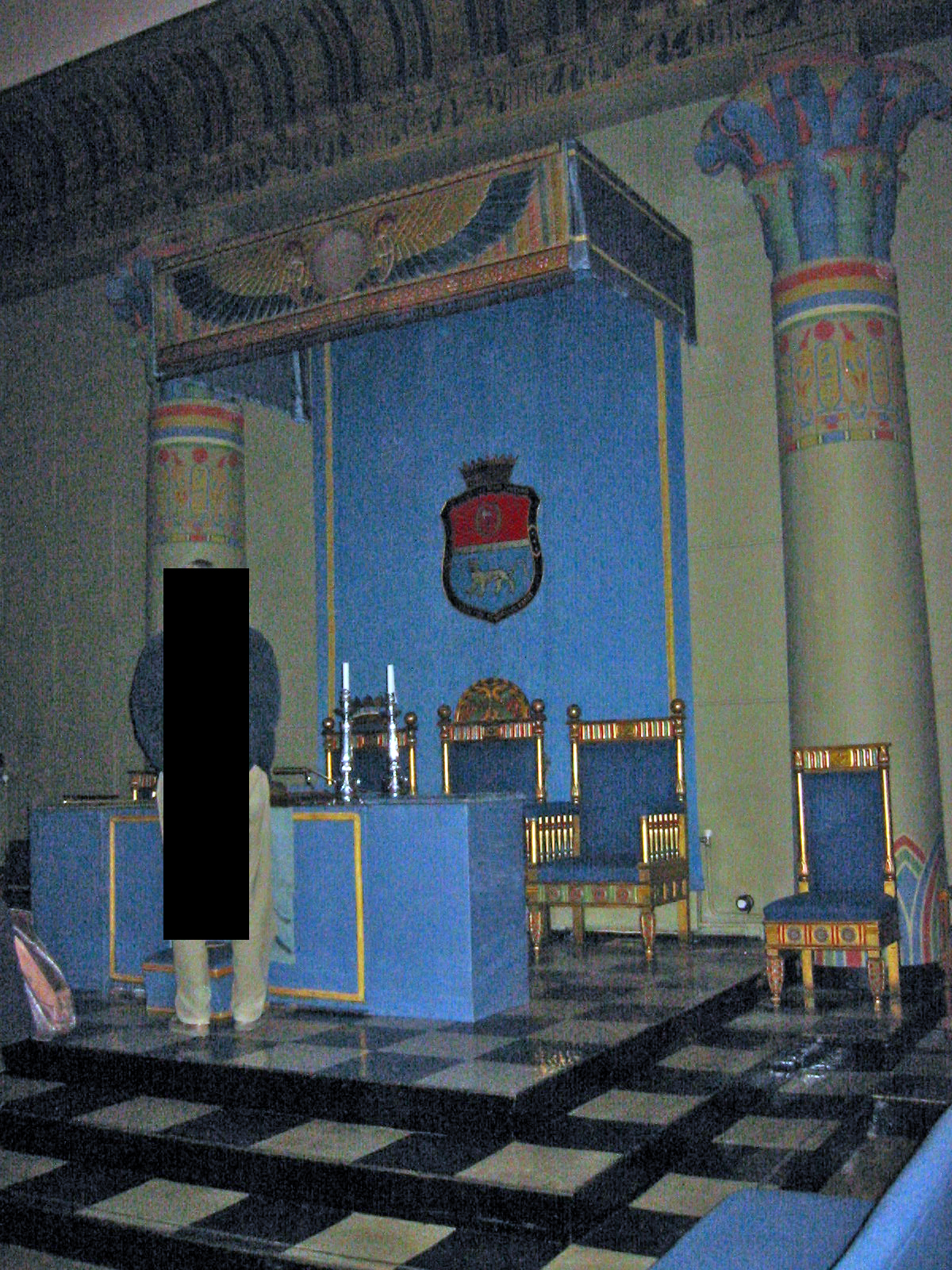
Innenansicht vom Hauptgebäude des norwegischen Freimaurerordens

Der Norwegische Freimaurerorden (norwegisch Den Norske Frimurerorden) ist eine Großloge der Freimaurer mit Sitz in Oslo.

## Geschichte
Die erste Loge dieses Ordens war die St. Olaus Loge, benannt nach Olav dem Heiligen. Sie wurde am 24. Juni 1749 in Bygdø Kongsgård gegründet und um 1780 in St. Johannesloge St. Olaus til den hvide Leopard (Sankt Olav zum weißen Leoparden) umbenannt, unter deren Namen sie heute noch immer aktiv ist.
Im Zuge der Unabhängigkeit von Schweden bzw. Dänemark wurde um 1891 der Norwegische Freimaurerorden als eigenständige Großloge bezeichnet und unter dem Namen X. Provinz von Norwegen geweiht. 1937 bekam die norwegische X. Provinz offiziell den endgültigen Namen Den Norske Frimurerorden.
Heute umfasst die Großloge 94 Logen, 3 Deputationslogen, 30 Brudervereinigungen sowie 34 kleine Freimaurergruppen. Der Orden hat ca. 20.000 Mitglieder (Stand 2011). Er hat seinen Hauptsitz an der Nedre Vollgate 19 in Oslo, nahe dem norwegischen Parlamentsgebäude.
Die Großloge folgt seit 1818 dem schwedischen Ritus, bei dem sich alle Mitglieder zum Christentum bekennen müssen. Nach der Tradition können nur Männer Mitglied werden, die mindestens 24 Jahre alt sein müssen. Des Weiteren muss man ein Mann von gutem (untadeligem) Ruf sein, eine allgemeine Solvenz besitzen, bereit sein zur Unterstützung des christlichen Glaubens (ohne besondere Anforderungen an eine bestimmte christliche Konfession), und man braucht die Empfehlungen von mindestens zwei Mitgliedern der Loge. Laut dem Heiligen Stuhl ist es Katholiken jedoch nicht möglich, Freimaurer zu werden. Die skandinavischen Bischöfe stellten jedoch fest, dass Mitglieder einer skandinavischen Loge sehr wohl zum Katholizismus konvertieren und dennoch Logenmitglied bleiben können. Der Bischof von Oslo erklärte, die Logen seien nicht antiklerikal oder atheistisch.

## Mitgliedlogen
In Norwegen gibt es in jeder Provinz Freimaurerlogen. Die Logen unterscheiden sich nach Stewardsloger, St. Andreasloger, St. Johannesloger, Deputasjonsloger (Deputationslogen), Broderforeninger (Brüdervereinigungen) und Frimurergrupper (Freimaurergruppen; sie sind keine Logen).

## Großmeister
| #    | Name                                                                                 |               | Beginn | Ende               |
| ---- | ------------------------------------------------------------------------------------ | ------------- | --- | ------------------ |
| 1    | Morten Leuch Handelsmann (1732–1784)                                                 |               | 1749 (Logenmeister der ersten norwegischen Freimaurerloge St. Olaus innerhalb der dänischen Großen Landesloge, Ausgründung aus der Loge St. Martin) 1780 (Umbenennung in St. Johanneslogen St. Olaus til den hvide Leopard – St. Johannesloge Sankt Olav zu dem weißen Leoparden) | 1784               |
| 2    | Bernt Anker Holzhändler, Schiffsreeder und Bergwerkseigner (1746–1805)               |               | 1784 (innerhalb der dänischen Großen Landesloge) | 1805               |
| 3    | Professor Niels Treschow Philosoph und Politiker (1751–1833)                         |               | 1806 (innerhalb der dänischen Großen Landesloge) | 1818               |
| 4    | König Karl XIV. Johann von Schweden und Norwegen (1763–1844)                         |               | 1818 (innerhalb der schwedischen Großen Landesloge) | 1844               |
| 5    | König Oskar I. von Schweden und Norwegen (1799–1859)                                 |               | 1844 (innerhalb der schwedischen Großen Landesloge) | 1859               |
| 6    | König Karl IV von Schweden und Norwegen (1826–1872)                                  | Karl IV       | 1859 (innerhalb der schwedischen Großen Landesloge) | 1872               |
| 7    | König Oskar II. von Schweden und Norwegen (1829–1907)                                | Kong Oscar II | 1872 (innerhalb der schwedischen Großen Landesloge) | 10. Mai 1891       |
| 7    | König Oskar II. von Schweden und Norwegen (1829–1907)                                | Kong Oscar II | 10. Mai 1891 (innerhalb der souveränen norwegischen Großloge, die ab jetzt bezeichnet wurde als Den X provins (X. Provinz)) | 29. September 1905 |
| 8    | Oberarzt Johan Gottfried Conradi (1835–1919)                                         |               | 30. Oktober 1905 | 10. Dezember 1917  |
| 9    | Kammerherr Dr. phil. August Christian Mohr (1847–1918)                               |               | 10. Dezember 1917 | 4. Oktober 1918    |
| 10   | Oberst Wilhelm Hansen Færden (1852–1923)                                             |               | 19. Oktober 1918 | 14. Oktober 1923   |
| 11   | Generalmajor Carl Fredrik Johannes Bødtker (1851–1928)                               |               | 29. Oktober 1923 | 22. Januar 1928    |
| 12   | Richter am norwegischen obersten Gerichtshof Hans Johndal Rønneberg (1867–1941)      |               | 2. Februar 1928 (die souveräne norwegische Großloge Den X provins (X. Provinz) bekommt 1937 den offiziellen Namen: Den Norske Frimurerorden) | 6. September 1941  |
| 12 ½ | De-facto-Großmeister im Zweiten Weltkrieg Generalmajor Ivar Aavatsmark (1864–1947)   |               | 1941 | 1946               |
| 13   | Generalmajor Jacob Hvinden Haug (1880–1961)                                          |               | 13. Juni 1946 | 10. September 1957 |
| 14   | Richter am norwegischen obersten Gerichtshof Carl Kaas (1884–1966)                   |               | 10. September 1957 | 10. Dezember 1962  |
| 15   | Richter am norwegischen obersten Gerichtshof Anton Cathinco Stub Holmboe (1892–1980) |               | 11. September 1962 | 19. Mai 1969       |
| 16   | Oberarzt Dr. med. Bernhard Paus (1910–1999)                                          |               | 19. Mai 1969 | 29. Mai 1990       |
| 17   | Professor Dr. med. Ola Knutrud (1919–1996)                                           |               | 29. Mai 1990 | 1. Juni 1996       |
| 18   | Personaldirektor Syver Hagen (1926–2001)                                             |               | 1. Juni 1996 | 27. Februar 2001   |
| 19   | Vorstandsvorsitzender Magne Frode Nygaard (1928–)                                    |               | 27. Februar 2001 | 8. Oktober 2005    |
| 20   | Direktor Ivar Anstein Skar (1937–)                                                   |               | 8. Oktober 2005 | 4. Oktober 2012    |
| 18   | Direktor Tore Evensen (1943–)                                                        |               | 18. Oktober 2012 |                    |

## Anders Behring Breivik
Der Attentäter der Anschläge von Oslo und Utøya 2011, Anders Behring Breivik, war bis zum Bekanntwerden seiner Tat Mitglied der christlich orientierten Johannes-Freimaurerloge St. Johanneslogen St. Olaus til de tre Søiler, die zu dem Norwegischen Freimaurerorden angehört. Er soll den dritten Grad (Meister) erworben haben.
Der damalige amtierende Großmeister der norwegischen Freimaurer Ivar A. Skar erklärte nach Bekanntwerden der Täterschaft auf der Homepage der Organisation:

„[…] Nachdem in den Medien bekannt wurde, dass der Angeklagte ein Mitglied des norwegischen Orden der Freimaurer war, wurde er mit sofortiger Wirkung ausgeschlossen.
 Der Ausschluss wurde aufgrund der Handlungen des Beschuldigten beschlossen. Die Werte, die ihn für diese Tat motiviert haben, sind völlig unvereinbar mit dem, für was wir stehen. […] Die Polizei bekommt von uns selbstverständlich alle Unterstützung und Informationen, die sie zur Aufklärung benötigt.“

Der Großmeister der Vereinigten Großlogen von Deutschland, Rüdiger Templin, gab nach Bekanntwerden der Anschläge eine Stellungnahme mit Übersetzung der Erklärung der Großloge von Norwegen ab.